# Tetramorium quadrispinosum
Tetramorium quadrispinosum är en myrart som beskrevs av Carlo Emery 1886. Tetramorium quadrispinosum ingår i släktet Tetramorium och familjen myror. Inga underarter finns listade i Catalogue of Life.

## Bildgalleri

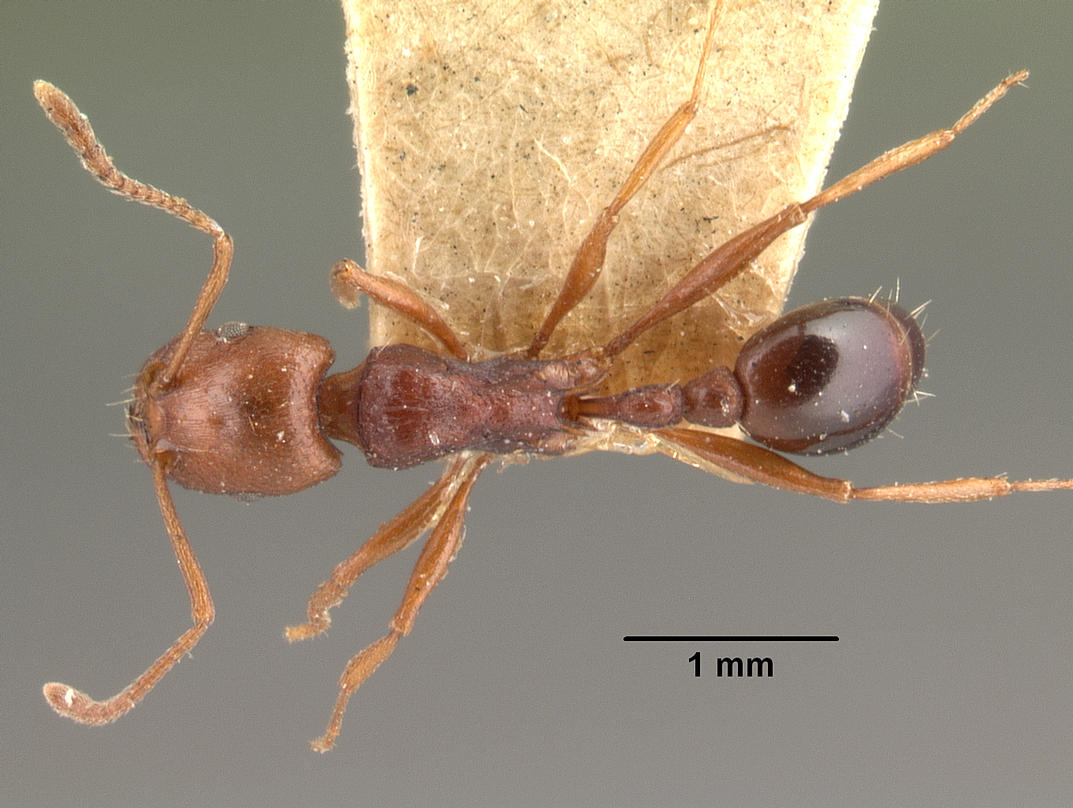
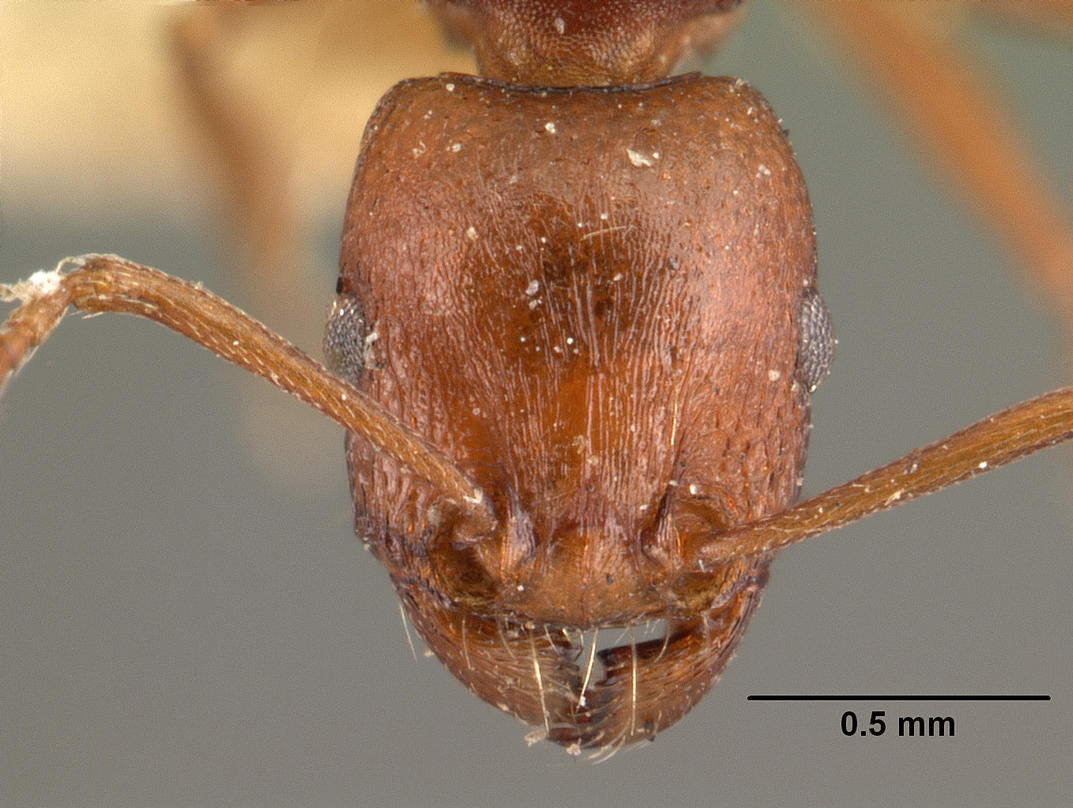
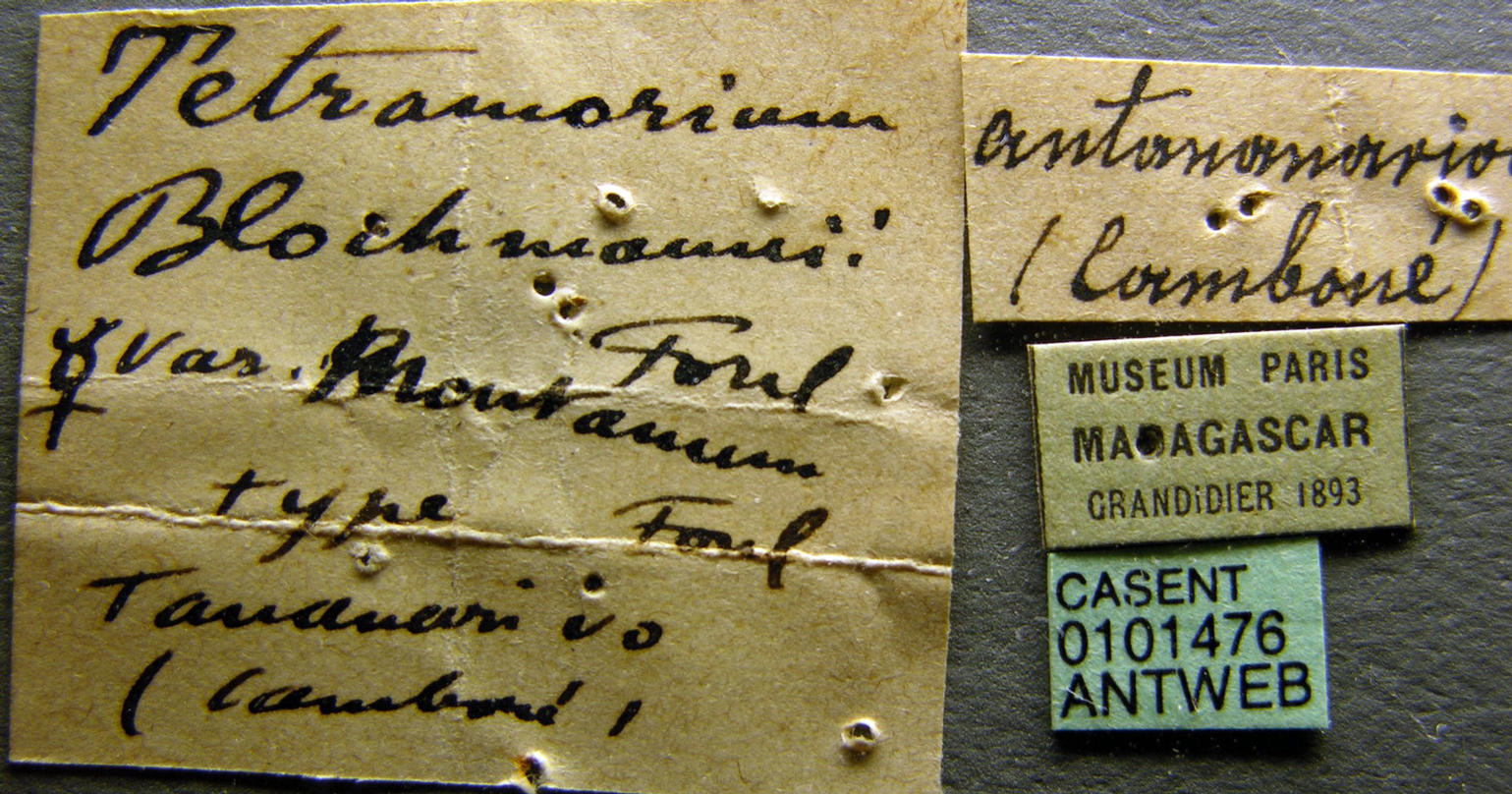
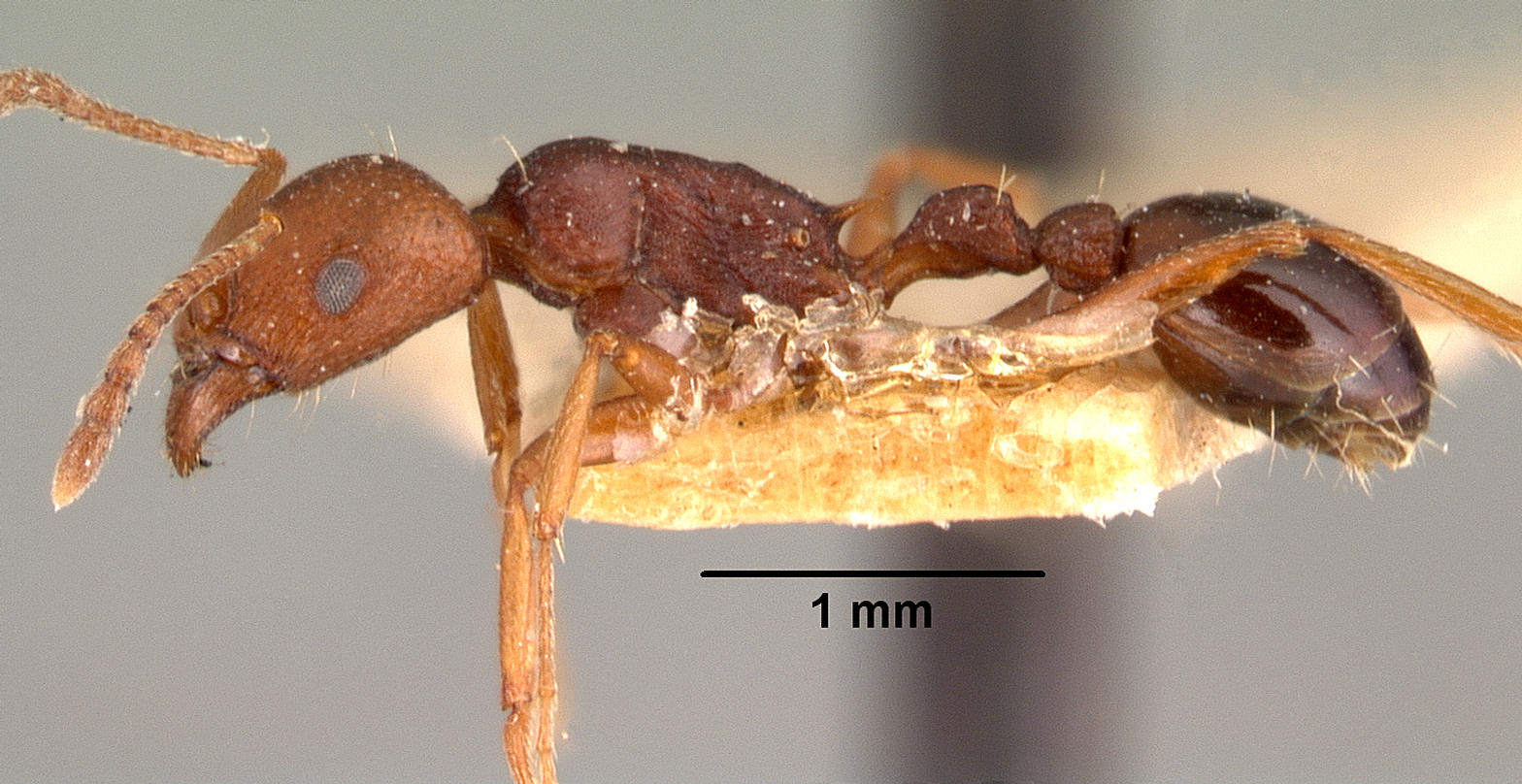
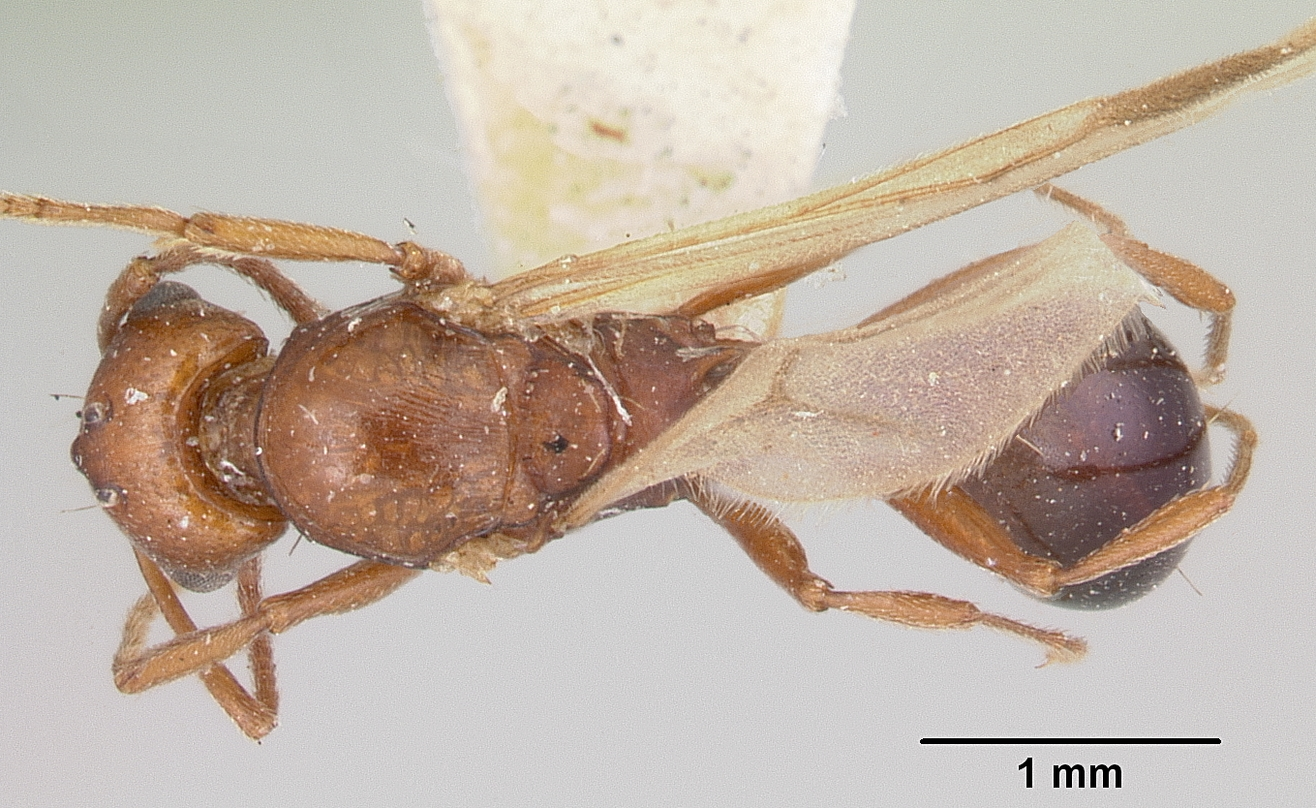
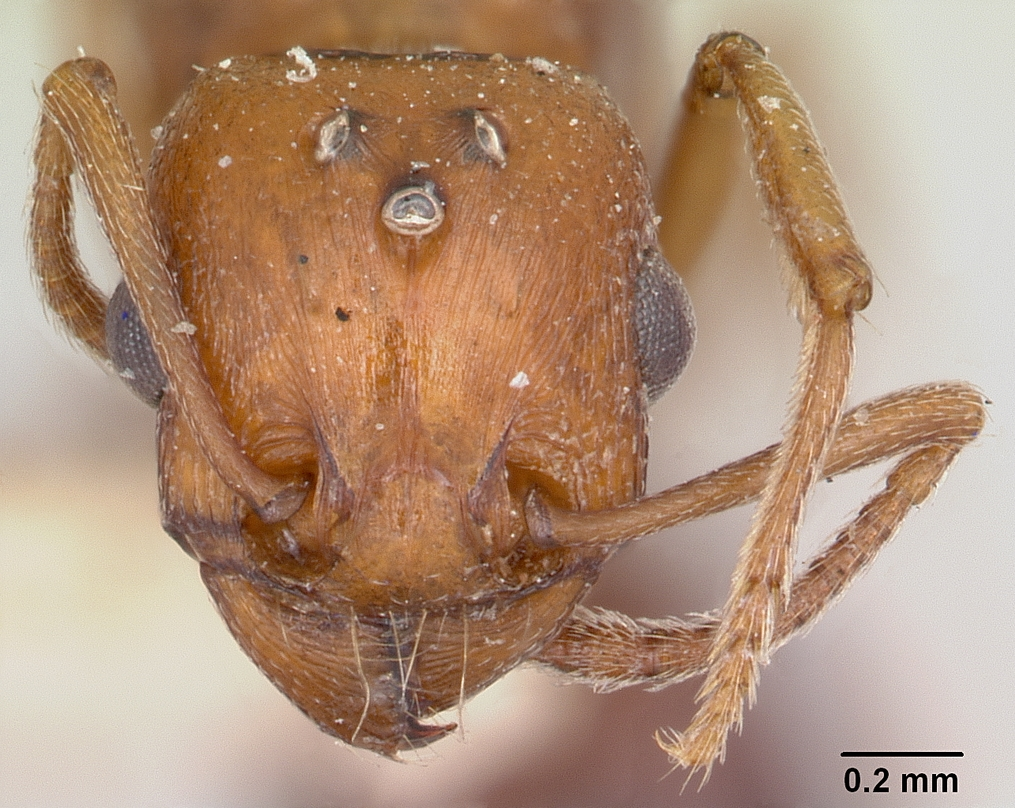